# Rhodes-universiteit

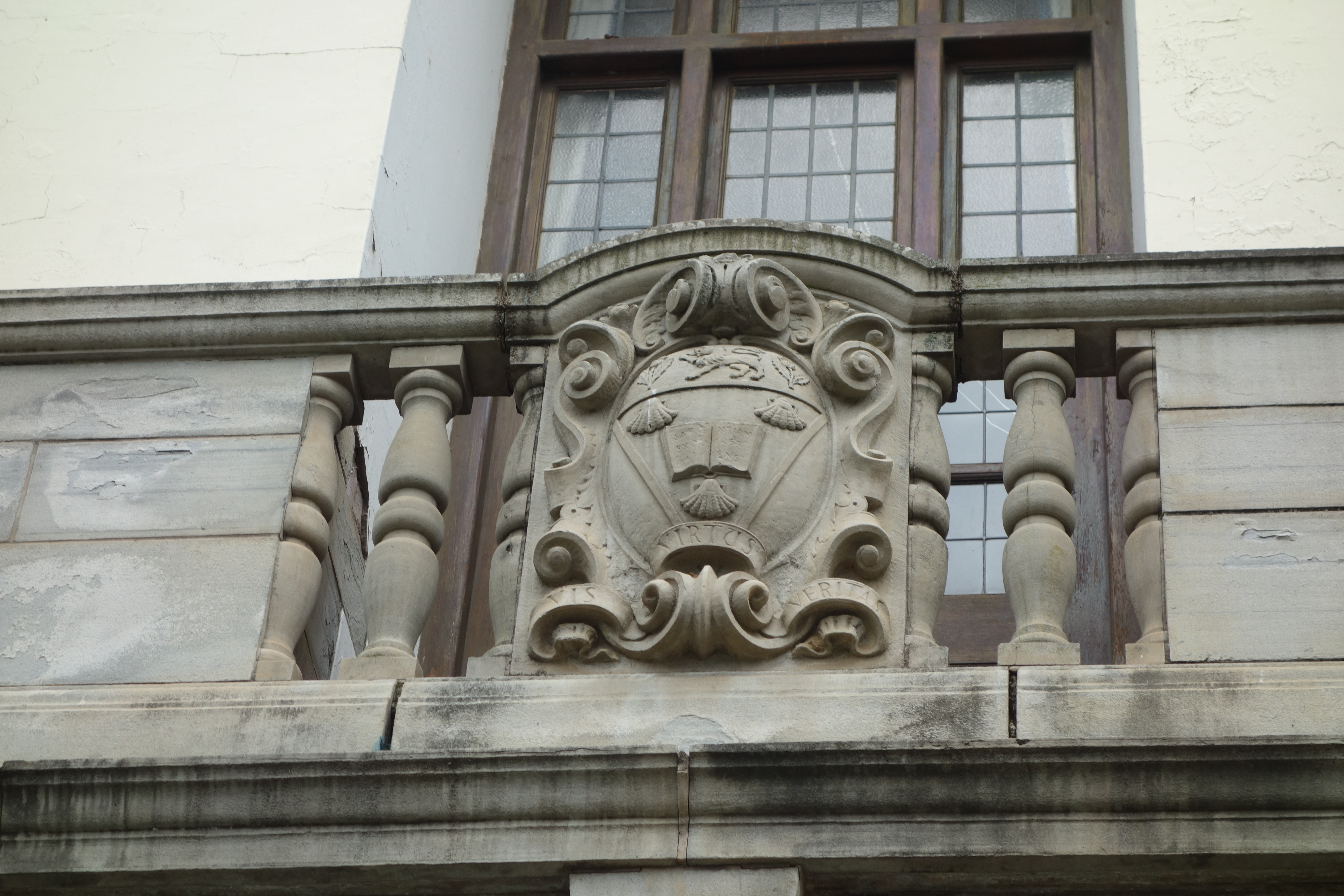
Logo: Vis, virtus, veritas

De Rhodes-universiteit is een openbare universiteit in de Zuid-Afrikaanse stad Grahamstad. De universiteit werd gesticht op 31 mei 1904 onder de naam Rhodes University College en is de oudste van de vier universiteiten in Oost-Kaap. In 1951 werd het college omgevormd naar een universiteit. De universiteit werd vernoemd naar Cecil Rhodes, de feitelijke stichter van Rhodesië dat later verderging als Zambia en Zimbabwe.

## Verbonden

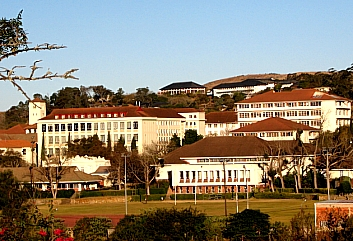
Oude campus

Een belangrijk student die de Rhodes University College voortbracht was Max Theiler, een viroloog die in 1951 de Nobelprijs voor de Fysiologie of Geneeskunde won voor zijn ontdekking van een vaccin tegen gele koorts.

### Als (hoog)leraar
- Giovanni Arrighi, econoom en socioloog
- André Brink, taalkundige in Afrikaanse en Nederlandse literatuur
- James Leonard Brierley Smith, bioloog in de ichtyologie
- Obie Oberholzer, fotograaf

### Als student
- Reuven Bar-On, klinisch psycholoog
- Lesley Beake, auteur van kinderboeken
- Embeth Davidtz, actrice
- Joan Hambidge, dichteres, schrijfster en literatuurcriticus
- Harold Koopowitz, botanicus
- Alice Krige, actrice
- Zim Ngqawana, jazzmusicus
- Ian Smith, voormalig premier van Rhodesië
- Wilbur Smith, auteur van romans
- Max Theiler, viroloog en ontvanger van de Nobelprijs voor de Fysiologie of Geneeskunde (1951)

### Eredoctoraten
- John Maxwell Coetzee, auteur en ontvanger van de Nobelprijs voor de Literatuur (2003)
- Davidson Don Tengo Jabavu, hoogleraar talen, schrijver en politiek activist
- Seamus Heaney, dichter, toneelschrijver, vertaler en winnaar van de Nobelprijs voor de Literatuur (1995)